# Ritchie Coster
Ritchie Coster (nascido em 1 de julho de 1967) é um ator britânico. Ele é mais conhecido por interpretar os papéis de Dietrich Banning em The Tuxedo (2002), Checheno em Batman - O Cavaleiro das Trevas (2008), Elias Kassar em Blackhat (2015), o prefeito Austin Chessani na série de televisão antológica da HBO True Detective e Francisco Scaramucci / Mr. Blue na série de televisão Happy! da SyFy. Desde 2025, ele faz parte do elenco principal da série dramática Watson, da CBS.

## Carreira
Coster desempenhou vários papéis ao longo de sua carreira. No remake de 1998 de Rear Window, ele interpretou o escultor que era casado com a mulher amante de garrafas Ilene, interpretada por Allison Mackie. Em papéis na televisão, ele apareceu em pelo menos sete episódios da série de televisão Law & Order assumindo diferentes papéis.

## Filmografia

### Filme
| Ano  | Titulo                  | Papel             | Notas |
| ---- | ----------------------- | ----------------- | ----- |
| 1999 | The Thomas Crown Affair | Janos             |       |
| 2000 | The Photographer        | Agressor #1       |       |
| 2000 | Bait                    | Buyer             |       |
| 2001 | 15 Minutes              | News Stand Vendor |       |
| 2002 | Pipe Dream              | Pascal            |       |
| 2002 | The Tuxedo              | Dietrich Banning  |       |
| 2006 | The Sentinel            | The Handler       |       |
| 2007 | American Gangster       | Joey Sadano       |       |
| 2008 | The Dark Knight         | The Chechen       |       |
| 2010 | The Bounty Hunter       | Ray               |       |
| 2010 | Let Me In               | Mr. Zoric         |       |
| 2010 | Pete Smalls Is Dead     | Hal Lazar         |       |
| 2014 | By the Gun              | Tony Matazano     |       |
| 2014 | Rose                    | Samuel            | Curta |
| 2015 | Blackhat                | Elias Kassar      |       |
| 2015 | Creed                   | Pete Sporino      |       |
| 2016 | The Great & the Small   | Richie            |       |
| 2017 | Submission              | Dean Bentham      |       |
| 2019 | The Bygone              | Beckett Summer    |       |
| 2021 | After Yang              | Russ              |       |

### Televisão
| Ano           | Titulo                                                                              | Papel                                            | Notas                                                 |
| ------------- | ----------------------------------------------------------------------------------- | ------------------------------------------------ | ----------------------------------------------------- |
| 1997          | Dellaventura                                                                        |                                                  | Episódio: "Hell's Kitchen"                            |
| 1997–1998     | New York Undercover                                                                 | Keith Draper and Flannagan                       | 2 episódios                                           |
| 1998          | F/X: The Series                                                                     | Jimmy Hickman                                    | Episódio: "Reaper"                                    |
| 1998          | Rear Window                                                                         | Julian Thorpe                                    | Filme para TV                                         |
| 1999          | Law & Order: Special Victims Unit                                                   | Carlo Parisi                                     | Episódio: "...Or Just Look Like One"                  |
| 1999          | Third Watch                                                                         | Rudy                                             | Episódio: "Sunny, Like Sunshine"                      |
| 2000          | Sex and the City                                                                    | Caleb McDougal                                   | Episódio: "Don't Ask, Don't Tell"                     |
| 2000–2001     | As the World Turns                                                                  | Gabriel Frank                                    | Unknown episodes                                      |
| 2000–2006     | Law & Order                                                                         | Jorgan Stern Mark Bruner DEA Agent Kevin Almonte | 3 episódios                                           |
| 2002–2009     | Law & Order: Criminal Intent                                                        | Simon Matic and Jack Taylor                      | 2 episódios                                           |
| 2002          | HBO First Look                                                                      | Himself                                          | Episódio: "'The Tuxedo': Tailor Made for Jackie Chan" |
| 2003          | Hack                                                                                | Nick Trepov                                      | 2 episódios                                           |
| 2004          | Traffic                                                                             | Fazal                                            | 3 episódios                                           |
| 2004          | With God on Our Side: George W. Bush and the Rise of the Religious Right in America | Himself (Narrator)                               | Filme para TV                                         |
| 2005          | Jonny Zero                                                                          | Garret / Garrett                                 | 10 episódios                                          |
| 2005          | Law & Order: Trial by Jury                                                          | Shane Lucas                                      | Episódio: "Skeleton"                                  |
| 2005–2006     | Guiding Light                                                                       | Nate / Alfred                                    | 4 episódios                                           |
| 2005–2006     | Beautiful People                                                                    | Tyler Lustig                                     | 3 episódios                                           |
| 2006          | Kidnapped                                                                           | Bradwell Scott                                   | Episódio: "Sorry, Wrong Number"                       |
| 2008          | John Adams                                                                          | Captain Preston                                  | Episódio: "Join or Die"; Miniseries                   |
| 2008          | CSI: Crime Scene Investigation                                                      | Arthur Blisterman                                | Episódio: "Art Imitates Life"                         |
| 2009          | Virtuality                                                                          | Dr. Jimmy Johnson                                | Filme para TV                                         |
| 2011–2012     | Luck                                                                                | Renzo                                            | 9 episódios                                           |
| 2011          | Person of Interest                                                                  | Assassin                                         | Episódio: "Ghosts"                                    |
| 2012          | Luck: A Day at the Races                                                            | Himself                                          | Filme para TV                                         |
| 2013          | The Blacklist                                                                       | Anslo Garrick                                    | 2 episódios                                           |
| 2014          | Babylon Fields                                                                      | Ernie                                            | Filme para TV                                         |
| 2015          | HBO First Look: Blackhat                                                            | Himself                                          | Filme para TV                                         |
| 2015          | Blackhat: On Location Around the World                                              | Himself                                          | Documentário                                          |
| 2015          | Blackhat: Creating Reality                                                          | Himself                                          | Documentário                                          |
| 2015          | True Detective                                                                      | Mayor Austin Chessani                            | 7 episódios                                           |
| 2017          | Billions                                                                            | Donald Thayer                                    | 3 episódios                                           |
| 2017          | Shades of Blue                                                                      | Michael Bianci                                   | 7 episódios                                           |
| 2017–2019     | Happy!                                                                              | Francisco "Mr. Blue" Scaramucci, Orcus           | Papel principal                                       |
| 2020          | The Flight Attendant                                                                | Victor                                           | 3 episódios                                           |
| 2021          | The Walking Dead                                                                    | Pope                                             | 4 episódios                                           |
| 2022–2023     | Tulsa King                                                                          | Caolan Waltrip                                   | 7 episódios                                           |
| 2025–presente | Watson                                                                              | Shinwell Johnson                                 | Elenco principal                                      |

### Video games
| Ano  | Título           | Papel de voz  |
| ---- | ---------------- | ------------- |
| 2003 | Midnight Club II | Blogue        |
| 2007 | BioShock         | Bill McDonagh |